# Dudley (West Midlands)
Dudley is een plaats in het bestuurlijke gebied Dudley, in het Engelse graafschap West Midlands.
Met 194.919 inwoners in de census van 2001 mag het geen "city" heten, maar het is in grootte de tweede "town" van het land, na Reading.

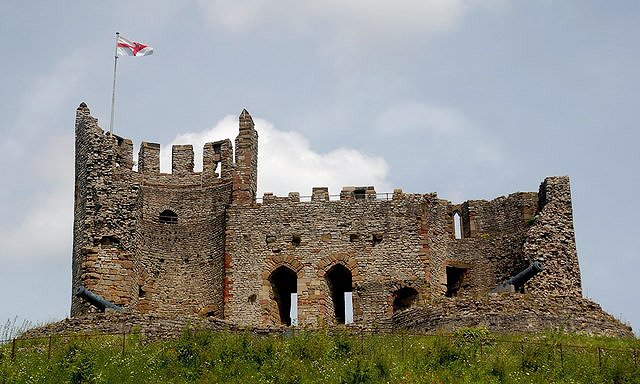
Dudley Castle, mei 2006.

De plaats ontwikkelde zich rond de vesting van Dudley Castle, waarvan de ruïne nog in de stad staat. De burcht wordt vermeld in het Domesday Book uit 1086 en is dus zeker 11e-eeuws. Volgens de overlevering stond er eerst een houten fort, rond het jaar 700 gebouwd door een Saksische edelman, Lord Dud of Dado. In 1440 verwierf de bewoner, John Sutton of Dudley, de waardigheid van baron. "Johanni de Sutton de Duddeley militi" werd de eerste Baron Dudley. Rond 1530 werd het bouwwerk grondig gerenoveerd door zijn nazaat John Dudley naar de nieuwste inzichten van de Renaissance. Ten tijde van de Engelse Burgeroorlog was het een bolwerk van de Royalisten. De belegerden gaven zich over in 1646. In 1750 brandde het kasteel uit. De overeind geleven delen stammen hoofdzakelijk uit de 12e en 13e eeuw. Sinds 1937 bevindt zich op het terrein de Dudley Zoo.
De Dudley Market is een groot winkelcentrum. De markt werd opgericht in 1260, maar de bestrating was zelfs 12e-eeuws. Deze kinderkopjes werden in de jaren 80 vervangen.

## Geboren
- Thomas Phillips (1770-1845), schilder
- James Whale (1889-1957), filmregisseur
- Duncan Edwards (1936-1958), voetballer
- Sam Allardyce (1954), voetballer en trainer
- Jason Bonham (1966), drummer
- Reanne Evans (1985), snookeraar